# Carlsthal

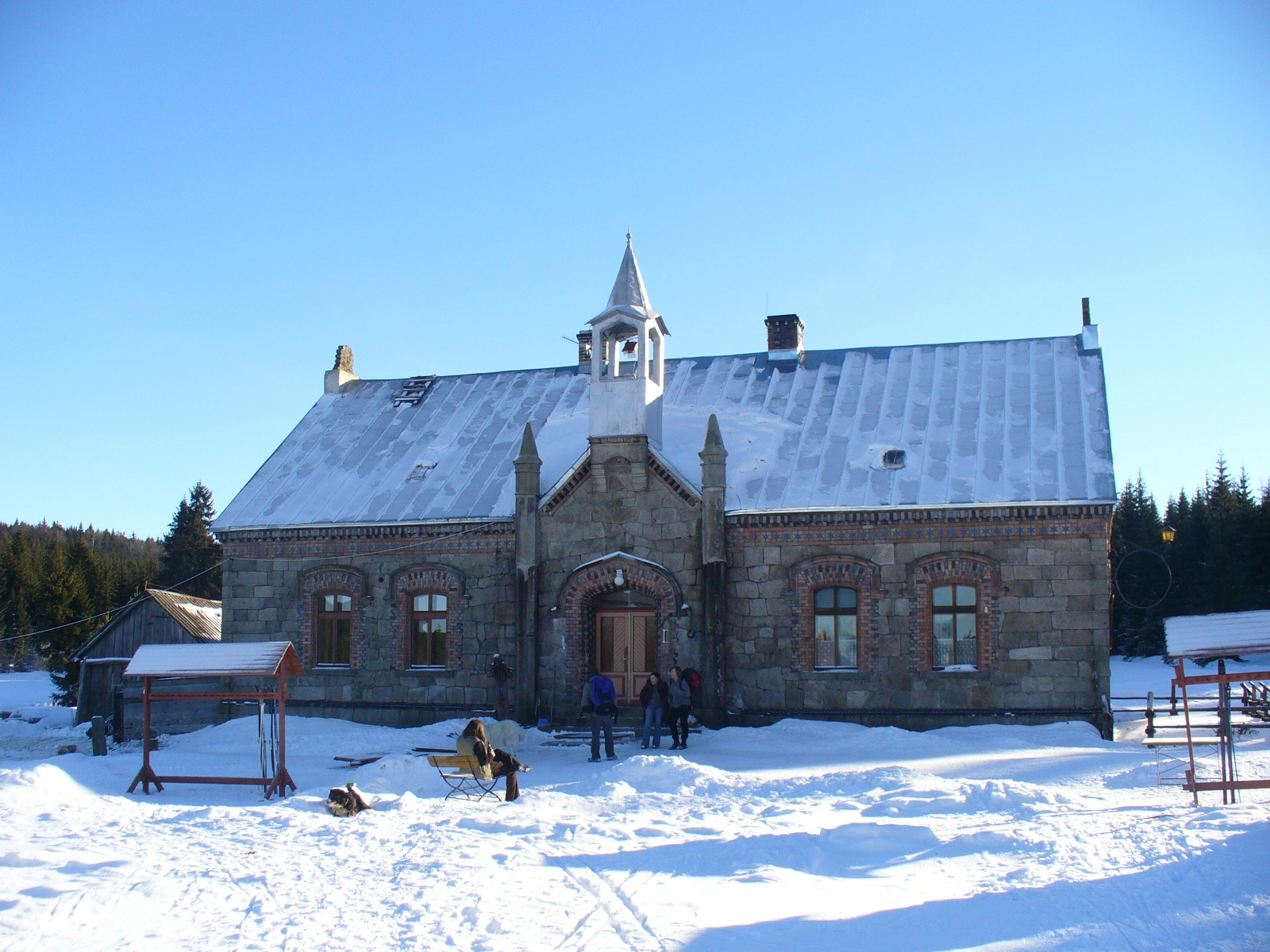
Dawny budynek administracyjny huty, następnie leśniczówka, obecnie schronisko „Orle”

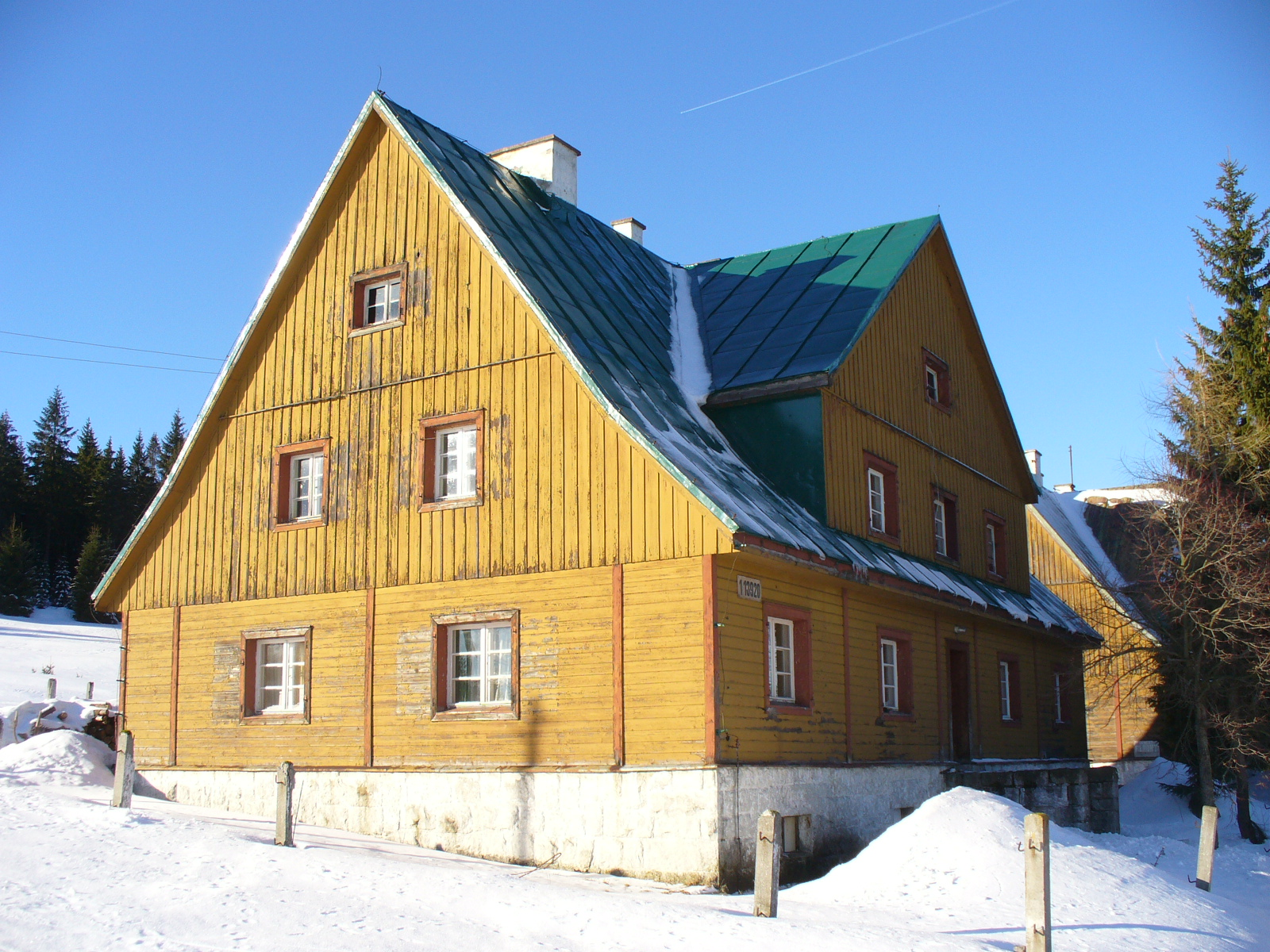
„Glogau” – jeden z 2 budynków służących dawniej straży granicznej, zbudowany w latach 30. XX wieku

Carlsthal (również Carlsthal bei Schreiberhau, Karlsthal) – huta szkła, a później kolonia położona na terenie wcześniejszej osady Babelsbruch w Górach Izerskich. Obecnie znajduje się tutaj kilka budynków należących administracyjnie do Szklarskiej Poręby. Działa tutaj m.in. schronisko turystyczne „Orle”.
W 1754 wdowa po Georgu Sigmundzie Preusslerze – Johanna Catherina Preussler z nakazu grafa Karla Gottharda Schaffgotscha przeniosła tutaj huty szkła usytuowane nad rzeką Kamienną i w Białej Dolinie. Nową hutę nazwano imieniem grafa (będącego właścicielem całej okolicy) – Carlsthal (pol. Dolina Karola), aczkolwiek było to na rękę najstarszemu synowi, spadkobiercy Karlowi Christianowi Preussler. Miejsce, mimo łatwego dostępu do podstawowych surowców: kwarcu, drewna i wody, było niekorzystne. Oddalona od siedzib ludzkich, w górskim pustkowiu huta borykała się z problemami transportowymi. Gotowe produkty i półprodukty (w hucie nie było ani szlifierni ani malarni) znoszone były w drewnianych koszach do Szklarskiej Poręby, co zimą trwało nawet do 9 godzin.
Ze szczegółowego opisu huty sporządzonego 25 stycznia 1765 przez radcę rządowego Rolfa Schneckera wynika, iż w głównym budynku był piec donicowy z 10. stanowiskami dla hutników-dmuchaczy. Tradycyjny piec rusztowy opalany podsuszanym drewnem bukowym podgrzewał surowiec wstawiany w odpowiednich donicach. Ponadto funkcjonował piec redukcyjny oraz kolejny do suszenia drewna. W mniejszym budynku obok pracował dodatkowy piec do wyrobu szkła okiennego wraz z piecem redukcyjnym.
Carlsthal wyrabiał zarówno szkło białe, jak i barwione. Do lat 40. XIX stulecia były to produkty niskiej jakości, głównie półprodukty, nie mogące konkurować z produktami czeskimi. Położenie huty wpływało niekorzystnie na cenę produktów – były one nawet do 50% wyższe niż na wyroby z pobliskiego Harrachova w Czechach. Huta notorycznie się zadłużała i jej ówczesny właściciel Karl Christian Preussler wraz ze szklarzami Matterne i Häuslerem postanowił otworzyć nową hutę, korzystniej położoną nad brzegiem Izery w pobliżu osady Strickerhäuser. Od nadziei jaką wiązał z nowym zakładem nazwał ją Hoffnungsthal (Dolina Nadziei). Niestety owa huta nie przewyższała tej w Carlsthal ani technologią ani wydajnością.
Dopiero po przejęciu huty przez Franza Pohla w 1842 – wybitnie zdolnego szklarza pochodzącego ze szklarskiej rodziny z Nového Světa (obecnie część Harrachova), huta jako zakład pomocniczy i eksperymentalny (wraz z zakładem Hoffnungsthal – obecnie to miejsce nosi nazwę Údolí Naděje i jest częścią Kořenova w Czechach) zaczęła być znana i produkowała cenione wyroby wysokogatunkowe.
Ostatecznie jednak hutę Carlsthal jako zakład przestarzały i trudny w obsłudze w 1885 czasowo zamknięto, a w 1890 Franz Pohl Jr. odsprzedał ją rodzinie Schaffgotsch, którzy w 1891 definitywnie hutę zlikwidowali. Produkcję szkła od 1842 sukcesywnie przejmowała nowa huta Schaffgotschów Josephinenhütte (Huta Józefiny) w Szklarskiej Porębie. Wraz z hutami położonymi na terenie państwa Habsburgów: Zenknerhütte (Desna II), Christiansthal (Kristianov), Harachschehütte (Harrachov) stanowiły wielki kompleks hutniczy w Karkonoszach i w Górach Izerskich.
W 1843 Gottlieb Schneider uzyskał od Zarządu Dóbr rodziny Schaffgotsch zgodę na wybudowanie obok huty Carlsthal gospody. Prowadzona przez potomków założyciela przyjmowała gości nieprzerwanie do 1945. To w niej rozgrywa się pierwszy akt „Und Pippa tanzt” („A Pipa tańczy”) – dramatu noblisty Gerharta Hauptmanna, który odwiedzał gospodę podczas swych wędrówek przez Góry Izerskie. Budynek został rozebrany na początku 2. poł. XX wieku. Obecnie w jej miejscu znajduje się miejsce postojowe dla samochodów.
Ocalały dwa budynki należące do huty. Dawny budynek administracyjny – murowany obiekt z ciosanego kamienia zbudowany około 1860, a po likwidacji huty przekazany służbom leśnym, oraz dawny dom hutników.
Pierwszy z nich, służący przez następne niemal 100 lat jako leśniczówka, to obiekt parterowy, zbudowany z kamiennych ciosów, wykończony cegłą klinkierową, nakryty dwuspadowym dachem. Nad wejściem w ryzalicie znajduje się wieżyczka z dzwonem. W czasach działalności huty służył do sygnalizowania rozpoczęcia pracy. Był też wykorzystywany jako tzw. „dzwon mgłowy” pomagający wędrowcom w orientacji w terenie.
W połowie lat 30. XX wieku na polanie wzniesiono placówkę Grenzschutzu – dwa drewniane budynki Breslau i Glogau. Po aneksji czeskich terenów przygranicznych w 1938 jeden z budynków przekazano służbom leśnym, a od 1940 wypoczywali w nich żołnierze Wehrmachtu. Po II wojnie światowej stacjonowała tam krótko Armia Czerwona, wysiedlając mieszkańców osady do Szklarskiej Poręby, a następnie Wojska Ochrony Pogranicza. Działała tutaj strażnica, a cały teren był niedostępny dla osób postronnych aż do 1990. W niektórych okresach, jak podczas kryzysu kubańskiego w 1961, kwaterowało w nich nawet 120 osób. Obecnie jeden z budynków jest bazą noclegową schroniska.
W okresie hitlerowskim po drugiej stronie drogi, ok. 50 m od leśniczówki, znajdowały się 3 obozowe baraki Reichsarbeitsdienst rozebrane w 1941. Przebywali w nich robotnicy leśni. W ostatnich miesiącach wojny funkcjonował w pobliżu tzw. Lebensmittel-Lager Wehrmachtu. Według niepotwierdzonych opinii tereny te były również projektowane jako ośrodek przygotowań olimpijskich w biegach narciarskich.